# 토머스 J. 왓슨 주니어

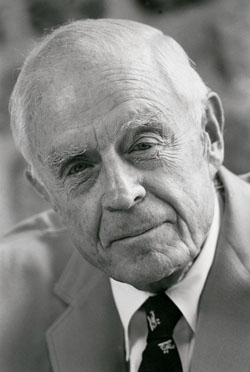

토머스 존 왓슨 주니어(Thomas John Watson Jr., 1914년 1월 14일 ~ 1993년 12월 31일)는 미국의 사업가, 정치인, 공군 비행기 조종사, 박애주의자이다. IBM 코퍼레이션의 설립자 토머스 J. 왓슨의 아들이다. 자신의 생애 동안 수많은 영예를 얻었는데, 여기에는 1964년 린든 B. 존슨이 수여한 대통령 자유 훈장이 포함된다. 포춘지는 그를 "역사상 가장 위대한 자본주의가"로 호칭했으며 타임지는 그를 "20세기 가장 영향력 있는 100대 인물" 중 한 명으로 등재했다.